# إدي كيلي
إدي كيلي (بالإنجليزية: Eddie Kelly)‏ مواليد 7 فبراير 1951 في غلاسكو، إسكتلندا. هو لاعب كرة قدم إسكتلندي سابق كان يلعب كلاعب وسط شارك خلال مسيرته في 397 مباراة وسجل 19 هدف.

## أندية لعب لها
- نادي أرسنال
- كوينز بارك رينجرز
- نادي بورنموث
- نوتس كاونتي
- ليستر سيتي